# Illa Daru
L'Illa Daru és una illa de la Província Occidental de Papua Nova Guinea. La ciutat de Daru n'és la capital i hostatja la major part dels 20.524 habitants (2009) de l'illa. L'illa té forma el·líptica i ocupa una superfície de 14,7 km². El punt més alt fa 27 metres. Està separada de l'illa principal per la desembocadura del riu Oriomo.
L'illa Daru és una de les poques de l'Estret de Torres que no pertany a Austràlia i, en canvi, forma part de Papua Nova Guinea. La principal indústria d'aquesta illa és la pesca.
Té un aeroport internacional que fan servir principalment avions australians contractats per empreses mineres per al despatx de duanes o per recollir combustible per a avions. Vols comercials donen servei a l'aeroport de Daru quatre dies per setmana.

## Història
Els primers europeus a albirar-la van ser els membres de l'expedició de Luis Vaes de Torres el 5 de setembre de 1606.